# Stare (Szwecja)
Stare – miejscowość (tätort) w Szwecji, w regionie administracyjnym (län) Västra Götaland, w gminie Strömstad.
Według danych Szwedzkiego Urzędu Statystycznego liczba ludności wyniosła: 205 (31 grudnia 2015), 203 (31 grudnia 2018) i 198 (31 grudnia 2019).